# Горнє Дубраве
Горнє Дубраве (хорв. Gornje Dubrave) — населений пункт у Хорватії, у Карловацькій жупанії у складі міста Огулин.

## Населення
Населення за даними перепису 2011 року становило 90 осіб.
Динаміка чисельності населення поселення: